# Вострецов, Сергей Алексеевич
Сергей Алексеевич Вострецо́в (р. 1976) — российский общественный и политический деятель. Председатель объединения профсоюзов России СОЦПРОФ, член Общественной палаты Российской Федерации (2010—2012 гг.) , депутат Государственной думы Российской Федерации VI и VII созыва, член фракции «Единая Россия» (2014—2021), лидер политической партии «Трудовая партия России» (2012—2020).

## Биография
Родился 4 апреля 1976 года в городе Балей (ныне Забайкальский край). В 1998 году получил высшее образование в Санкт-Петербургском военном институте внутренних войск МВД России. В 1998—2003 годах занимался связями с общественностью в Санкт-Петербургском университете МВД России. В 1999 году организовал и возглавил молодежное движение «Свободный выбор». В 1998 и в 2002 году выдвигался в Законодательное собрание Санкт-Петербурга, но по результатам выборов в депутаты не прошёл. В 2003 году прошёл переподготовку в Военно-морском институте радиоэлектроники. В 2003 году получил учёную степень кандидата педагогических наук.
В 2001—2004 годах входил в состав политсовета Санкт-Петербургского общественного движения «Воля Петербурга». В 2003 году возглавил городское общественное движение «Энергия жизни».
С 2003 по 2004 год был членом Российской партии жизни. С 2004 по 2007 год работал в Балтийском государственном техническом университете «Военмех» в должности проректора по социальной и воспитательной работе. В 2005 году решил стать членом партии «Единая Россия», в 2006 работал помощником депутата Госдумы на общественных началах. В 2007 году создал профсоюзную организацию Объединение профсоюзов России «СОЦПРОФ», в 2008 году стал её председателем.
В 2010—2012 году был членом Общественной палаты РФ, приостанавливал членство в «Единой России» на время работы в палате.
В 2011 году выдвигался в Госдуму VI созыва от партии «Единая Россия», по результатам выборов в депутаты не прошёл. В октябре 2014 года получил мандат депутата Госдумы VI созыва, оказавшийся вакантным после сложения своих полномочий Екатериной Лаховой.
18 сентября 2016 года Сергей Вострецов был избран депутатом Государственной думы РФ VII созыва от одномандатного избирательного округа № 212 в Санкт-Петербурге (выдвинут партией «Единая Россия»).
При обсуждении летом 2018 года законопроекта, предложенного Правительством РФ, о повышении пенсионного возраста до 63 и 65 лет соответственно у женщин и мужчин, поддержал его и проголосовал за принятие данного увеличения, обвинив противников реформ в популизме; а руководителя конкурирующего профсоюза (Конфедерация труда России) Бориса Кравченко в том, что его активное неприятие предлагавшегося повышения связано с «получением денег из-за рубежа».
В 2021 году Вострецов проиграл в праймериз «Единой России» и не был выдвинут на выборы в Госдуму.
В 2022 и 2023 годах продюсировал фильмы «Квест» и «Папу маме заверните».

## Законотворческая деятельность
С 2011 по 2019 год, в течение исполнения полномочий депутата Государственной Думы VI и VII созывов, выступил соавтором 60 законодательных инициатив и поправок к проектам федеральных законов.
Среди инициатив в качестве депутата:
- ноябрь 2018: предложение лишать родительских прав родителей, чьих детей будут задерживать на несанкционированных политических акциях[16];
- ноябрь 2018: законопроект о штрафах для неработающих россиян за неуплату страховых взносов в Пенсионный фонд РФ (ПФР), Фонд социального страхования (ФСС) и Фонд обязательного медицинского страхования (ФОМС)[17][18].
- ноябрь 2018: после убийства детей в Керченском политехническом колледже, внес в эксертный совет проект закона предлагающий внести поправку в Федеральный закон «О войсках национальной гвардии России», согласно которой охраной образовательных организаций должны заниматься сотрудники вневедомственной охраны Росгвардии. Предложение не было поддержано из-за существенных материальных затрат.[19]
- январь 2020: предложил отнести домохозяек к самозанятым и обязать их платить налоги. Вострецов в интервью «Росбалту» заявил: «Факт в том, что эти люди не относятся ни к одной социальной категории: они не инвалиды, не студенты, не пенсионеры, не безработные, не многодетные матери, и давно вышли из декретного отпуска. Зато за пособиями и в поликлиники они первыми ломятся»[20][21].
- в сентябре 2020 года Вострецов поддержал инициативу о снижения возраста привлечения детей к уголовной ответственности с 16 до 12 лет[22][23]. Как заявил Вострецов «в этой идее есть логика», так как в последнее время возросло число преступлений в подростковой среде[24]. Секретарь генерального совета Единой России Андрей Турчак не поддержал инициативы Вострецова: «Это уже не первая абсурдная инициатива депутата Вострецова, которая говорит о его профнепригодности»[25][26] и выразил уверенность, что нынешний созыв Госдумы — последний для Вострецова[27].

## Награды
- Благодарность Правительства Российской Федерации (3 апреля 2019 года) — за активное участие в развитии социально-трудовых отношений и большой вклад в укрепление социального партнёрства[28]